# Igor II. Olegovič
Igor II. Olhovič (starorusky Игорь Ѡлговичь; 1096–1147) byl kníže Kyjevské Rusi, který vládl pouhých 10 dní. Pravoslavná církev ho ctí jako svatého, jeho svátek slaví 5. června.
Jako svého nástupce na trůně ho označil jeho bratr Vsevolod II. Olegovič. I když ho poddaní a šlechtici přijali, Igor i jeho rodina Olegovičů (konkurující si s oblíbenou a spřízněnou rodinou Mstislavičů) byli značně nepopulární a Igorova vláda se rychle setkala s odporem. Kroniky obviňují Igora z nečestnosti, chamtivosti, podvodů a násilí. Vládl necelé dva týdny, když Kyjevané požádali Izjaslava Mstislaviče, jeho bratrance a soupeře, aby převzal trůn. Izjaslav se vzdal nedávného slibu, že nebude o kyjevský trůn usilovat, a napadl a porazil Igora a jeho bratra Svjatoslava.
Svjatoslav uprchl, ale Igor na útěku uvízl v bažinách, kvůli čemuž byl zajat a uvězněn v jámě, kde trpěl až do konce roku 1146, kdy vážně nemocný požádal o povolení stát se mnichem. Izjaslav ho propustil a Igor se skutečně stal mnichem v klášteře sv. Fjodora v Kyjevě, když přijal jméno Ignatius.
V roce 1147 byl však Igor napaden davem Kyjevanů, kteří se obávali, že se chystá vrátit na trůn. Bratr Vladimír III. Mstislavič se ho pokusil zachránit, ale marně. Igor byl zahnán na balkón, který se pod vahou davu utrhl a Igor zemřel. Jeho tělo bylo vystaveno na Tržním náměstí, než bylo pohřbeno bratrem Vladimírem Mstislavičem. Zázraky, které se měly dít kolem Igorova mrtvého těla, z něj udělaly světce. Tři roky po smrti nechal jeho bratr ostatky převézt do Černihivu.